# Tococa carolensis
Tococa carolensis är en tvåhjärtbladig växtart som beskrevs av Henry Allan Gleason. Tococa carolensis ingår i släktet Tococa och familjen Melastomataceae. Inga underarter finns listade i Catalogue of Life.